# لوئیس د آلمیدا

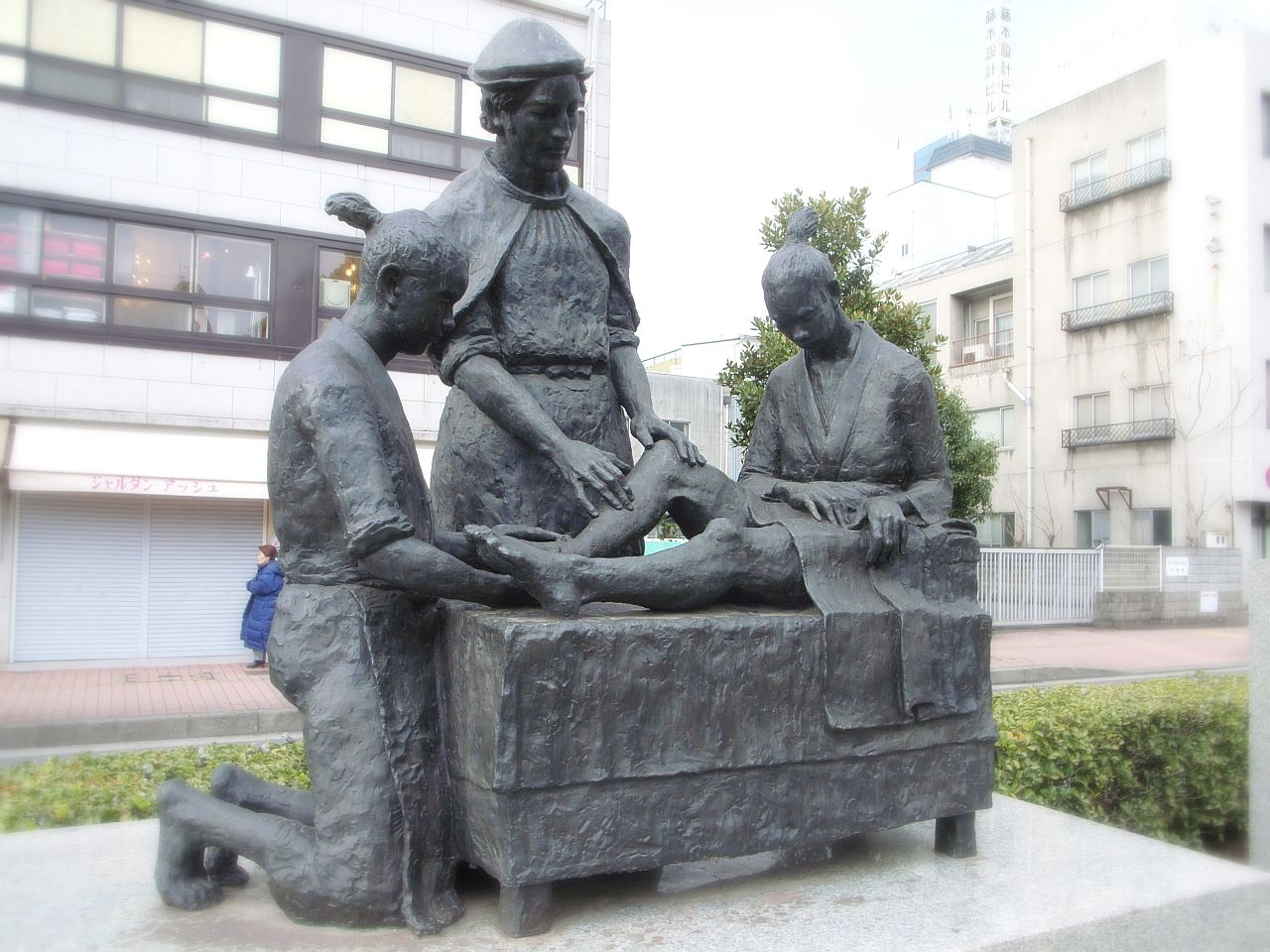
مجسمه لوئیس د آلمیدا در ژاپن

لوئیس د آلمیدا (به اسپانیایی: Luís de Almeida) (۱۵۲۵ – سپتامبر، ۱۵۸۳) یک پرتغالی بود که در قرن شانزدهم و دوره سنگوکو به ژاپن وارد شد. وی تاجر بود ولی گواهی پزشک را نیز داشت. وی به عنوان اولین شخصی که بیمارستانی به سبک غربی در ژاپن افتتاح کرد شهرت دارد. بعدها به انجمن عیسی وارد شد و به عنوان مبلغ به تبلیغ مسیحیت در ژاپن پرداخت.
خانواده او در اصل یهودیانی بودند که به مسیحیت گرویده بودند. او در آماکوسا در جنوب ژاپن درگذشت.